# Il mistero di Bellavista
Il mistero di Bellavista è un film del 1985, scritto, diretto e interpretato da Luciano De Crescenzo. 
È il seguito del film Così parlò Bellavista.

## Trama
Dalla terrazza del suo palazzo il professore Bellavista sta osservando il passaggio della cometa di Halley. Il portiere Salvatore e l'amico Saverio, anziché inquadrare la cometa, puntano per errore l'obiettivo del telescopio verso la finestra di un appartamento del palazzo di fronte credendo di assistere all'omicidio della signora Jolanda, commerciante di abiti usati. Giunti sul posto, la padrona dell'appartamento sospetto risulta effettivamente scomparsa, lasciando il ragù sul fuoco, anche se il cadavere non si trova.
Il gruppo, insieme con altri conoscenti, comincia ad investigare privatamente sul delitto, imbattendosi in soggetti alquanto originali tra i quali:
- una coppia di anziane sorelle che per evitare lo sfratto fingono di avere un nipote pazzo in casa;
- il marchese Buonajuto, un nobile decaduto esperto d'arte, che organizza, con la complicità della moglie, delle sceneggiate pur di vendere finti quadri della pittura napoletana come un olio di Antonio Mancini[1];
- il pellicciaio italoamericano Frank Amodio, losco trafficante, socio in affari della signora Jolanda (ed anche amante), a cui il genero di Bellavista, rappresentante di una ditta tedesca che produce rifugi antiatomici, vende il suo primo rifugio (in realtà, gli serve soltanto per produrre clandestinamente audiocassette pirata).

Dopo varie vicissitudini, si viene a scoprire che la signora Jolanda, in realtà, è dovuta partire all'improvviso e che l'omicidio a cui credono di aver assistito Salvatore e Saverio è, in realtà, una messinscena del marchese Buonajuto che ha finto di pugnalare la moglie per vendere un quadro ad un incauto acquirente.

## Accoglienza
Il film si è classificato al 34º posto tra i primi 100 film di maggior incasso della stagione cinematografica italiana 1985-1986.